# Methadon
Methadon is een opioïde analgeticum, met andere woorden een pijnstiller die op opium lijkt. De stof staat op lijst 1 van de Opiumwet (is daarmee wettelijk gezien een harddrug) om de verslavende werking en schadelijkheid. In opium is de meest werkzame stof morfine, men zegt dan ook wel dat methadon een morfine-agonist is, een morfine-nabootser. Heroïne is ook een morfine-agonist. Methadon lijkt qua chemische structuur niet op morfine, maar het heeft wel een werking op de morfinereceptoren.
Methadon is vooral bekend als afkickmiddel voor heroïneverslaafden. Het wordt ook als alternatief aangeboden aan heroïneverslaafden, om criminaliteit tegen te gaan. Ook wordt het nog gebruikt ter bestrijding van ernstige pijn waarbij (op korte termijn) geen behandeling van de veroorzaker van de pijn mogelijk is. Ook wordt het bij kankerpatiënten toegediend wanneer morfine niet meer werkt als pijnbestrijder. De stof wordt hoofdzakelijk als tablet toegediend.
De stof is opgenomen in de lijst van essentiële geneesmiddelen van de WHO.

## Geschiedenis
Op 11 september 1941 werd het voorschrift voor de synthese van methadon gepatenteerd door Bockmühl en Ehrhart. In 1947 kwam het in de Verenigde Staten op de markt als de pijnstiller Dolophine®.
De bewering dat het nieuwe synthetische opiaat aanvankelijk "Adolphine" werd genoemd als eerbetoon aan de Duitse dictator is onjuist; deze naam werd begin jaren zeventig in de Verenigde Staten in gebruik genomen door tegenstanders van behandeling met methadon om het middel in diskrediet te brengen.

## Verslaving
In de beginperiode werd aangenomen dat methadon niet of minder verslavend zou zijn dan heroïne omdat het niet het  roes-effect geeft zoals heroïne. De lichamelijke afhankelijkheid van methadon is echter minstens zo sterk als bij heroïne en misschien zelfs nog sterker. Vaste gebruikers van methadon, bijvoorbeeld deelnemers aan een methadonverstrekkingsprogramma, melden een veel langere periode met ernstige onthoudingsverschijnselen bij plotselinge onthouding. Daar staat tegenover dat een gefaseerde afbouw met methadon mogelijk is, terwijl dat met heroïne veel lastiger blijkt.

## Isomeren
Methadon is in Nederland een racemisch mengsel van een L-isomeer en een D-isomeer. De analgetische werking van dit racemaat is bijna geheel toe te schrijven aan de L-isomeer, die als analgeticum minstens 10 maal zo krachtig is als de D-isomeer. De D-isomeer heeft geen werking van betekenis op de ademhalingsdepressie, maar heeft een hoestdempende werking.

## Farmacologie
De halveringstijd van methadon, de tijd waarin de helft van de toegediende hoeveelheid methadon is uitgescheiden, bedraagt in het begin 4 tot 7 uur en na ongeveer een week van hoog dagelijks gebruik 24 tot 36 uur. Dit is aanzienlijk langer dan andere morfine-agonisten die wél op morfine lijken. Bij heroïneverslaafden kan de halveringstijd al na één tot enkele doseringen 24 tot 36 uur zijn.
Dit heeft als voordeel dat heroïneverslaafden niet telkens op zoek moeten gaan naar een nieuwe dosis, wat niet zelden resulteert in crimineel gedrag zoals diefstal en overvallen. Ze kunnen door gebruik van methadon (in plaats van heroïne) meer structuur in hun dagelijks leven aanbrengen, waarbinnen een afkickprogramma meer kans van slagen heeft.
Langdurig gebruik van methadon zorgt voor verhoogde concentraties thyroxine, tri-joodthyronine (ook bekend als schildklierhormonen) en thyroxinebindend globuline (een plasma-eiwit voor transport van de schildklierhormonen).
Methadon is een P-glycoproteïne-substraat en ook is het een substraat voor CYP3A4, hetgeen tot veel wisselwerkingen met andere geneesmiddelen leidt.

## Verstrekking in Nederland
Verstrekkingsprogramma's van methadon aan heroïneverslaafden worden normaliter georganiseerd door het Consultatiebureau voor Alcohol en Drugs of een andere instelling voor de verslavingszorg. Om misbruik, zoals doorverkoop en overdosering, te verminderen krijgen deelnemers aan dergelijke programma's hun methadon niet voor een langere periode mee maar moeten ze de methadon drie tot zes keer per week ophalen. In het algemeen moeten ze de dosis van de dag zelf onder toezicht innemen en krijgen dan de middelen voor de tussenliggende dagen mee. Verslaafden in plaatsen zonder eigen CAD kunnen vaak deelnemen in een nabijgelegen grotere plaats. Zij krijgen vaak de medicatie voor een hele week of zelfs twee weken mee. Ook andere deelnemers aan verstrekkingsprogramma's voor wie het niet reëel is om meerdere keren per week overdag de medicatie op te halen, zoals mensen met een vaste baan, kunnen in aanmerking komen voor week- of maandverstrekking.
Ondanks deze maatregelen wordt methadon illegaal verhandeld. Gebruikers verkopen (een deel van) hun methadon aan anderen die niet willen of kunnen meedoen aan de verstrekkingsprogramma's. De nadelen van een tekort aan methadon de volgende dag of dagen wegen dan niet op tegen de opbrengst op korte termijn.

### Beleid
Het doel van methadonverstrekking aan verslaafden in Nederland kan verdeeld worden in tweeën: als hulpmiddel bij het afkicken door het geleidelijk afbouwen van de dosering, of als onderhoudsdosis waarbij het middel voor lange tijd wordt verstrekt. Uitgangspunt hierbij is dat een verslaafde niet of minder onder druk staat om heroïne te gebruiken en daardoor beter in staat is een gestructureerd bestaan op te bouwen en minder overlast zal veroorzaken om zijn behoefte aan heroïne te bevredigen.
Het beleid met betrekking tot de verstrekking is in de loop der jaren gewijzigd. Bij een breed onderzoek in 1990 onder de verstrekkende instellingen werd over het algemeen gestreefd naar een zo laag mogelijke dosering als voorbereiding op complete afbouw. Een volgend onderzoek uit 2004 constateerde veel vaker een beleid van hogere dosering zonder directe bedoeling het methadongebruik af te bouwen en te staken.
Uit onderzoek zou blijken dat bij hoge dosering van methadon minder neiging bestaat tot bijgebruik van heroïne. Hoewel het algemene beleid verschilt van instelling tot instelling, is de algemene tendens om hogere doseringen methadon te verstrekken in vergelijking met begin jaren 90.